# Ormancey
Ormancey település Franciaországban, Haute-Marne megyében. Lakosainak száma 75 fő (2022. január 1.). Ormancey Beauchemin, Marac, Mardor, Saint-Ciergues, Ternat, Vauxbons és Voisines községekkel határos.

## Népesség
A település népességének változása:
| Lakosok száma | 97   | 92   | 79   | 78   | 83   | 81   | 79   | 77   | 76   | 75   |
|               | 1968 | 1982 | 1990 | 2006 | 2013 | 2015 | 2017 | 2019 | 2020 | 2022 |